# かえだま人生
『かえだま人生』（かえだまじんせい）はNHK「銀河ドラマ」で1970年11月9日から11月20日まで放送された連続テレビドラマである。白黒作品。全10回。NHK大阪制作。

## 概要
「銀河ドラマ」第43作。終戦直後の混乱期、うだつの上がらない漫才師を主人公に、大阪にある「てんのじ村」と呼ばれる芸人横丁に住む人々の破天荒な生活をコメディータッチで描く、藤本義一のオリジナル。登場人物に特定のモデルは存在しない。

## 物語
太平洋戦争が終わり復員した下積みの漫才師極楽とんぼこと大越立吉は、出征前のコンビで恋人でもあった馬場節との再会を夢見て芸人横丁に戻って来た。しかし節は師匠の由丸の後妻となり、漫才の相方を勤めていた。折しも横丁は芸人になりたい一心で奈良から家出してきた娘久恵の出現でてんやわんやだったが、父の伝平が連れ戻しに来るに及んで長屋の一同は、失意の立吉と久恵を無理矢理夫婦に仕立て上げてしまう。こうしてニセ夫婦の珍妙な新婚生活が始まった。

## キャスト
- 大越立吉 ……………… 長門裕之
- 久恵 …………………… 野川由美子
- 馬場節 ………………… 坪内ミキ子
- 月山亭由丸 …………… 西山嘉孝
- 孝夫 …………………… 芦屋雁平
- 伝平 …………………… 岩田直二
- 福本 …………………… 中田浩二
- 殿山泰司
- 加藤武
- 早崎文司
- 中田ダイマル・ラケット
- 西岡慶子
- 河村有紀
- 桃山みつる
- 芦屋凡凡
- 小柳弥栄
- 日高久

## スタッフ
- 脚本：藤本義一
- 演出：土居原作郎、椿恭造
- 音楽：田中正史
- 制作：境正顕

## 参考資料
- 「テレビジョンドラマ」（放送映画出版）